# Земмерінг (гірськолижний курорт)
Земмерінг — найстаріший гірськолижний курорт Європи в Австрії, що знаходиться у 1 год. (100 км) їзди від Відня. Заснований 1888 року, сьогодні він є класичним австрійським курортом цілорічного функціонування з гірськолижними і санними трасами взимку та сучасним велопарком, пішохідними маршрутами і гірськими озерами влітку.

## Географія
Земмерінг розташований на кордоні Нижньої Австрії та Штирії на висоті 1000 м над рівнем моря та оточений лісами. Місто Земмерінг знаходиться в окрузі Нойнкірхен, що приблизно за 100 км від Відня.
Найближчі населені пункти:
- Відень ~ 100 км
- Грац ~ 100 км
- Братислава ~ 150 км
- Будапешт ~ 300 км

### Дорога до курорту
Дорога до курорту пролягає через скелі та віадуки по першій у світі гірській залізничній колії.
Дістатися курорту можна з Відню, який знаходиться в 1 годині їзди. Щодня між столицею та курортом курсує близько 10 поїздів та автобусів.
Найближчий аеропорт — віденський Швехат (106км).

## Інфраструктура

### Зимовий відпочинок

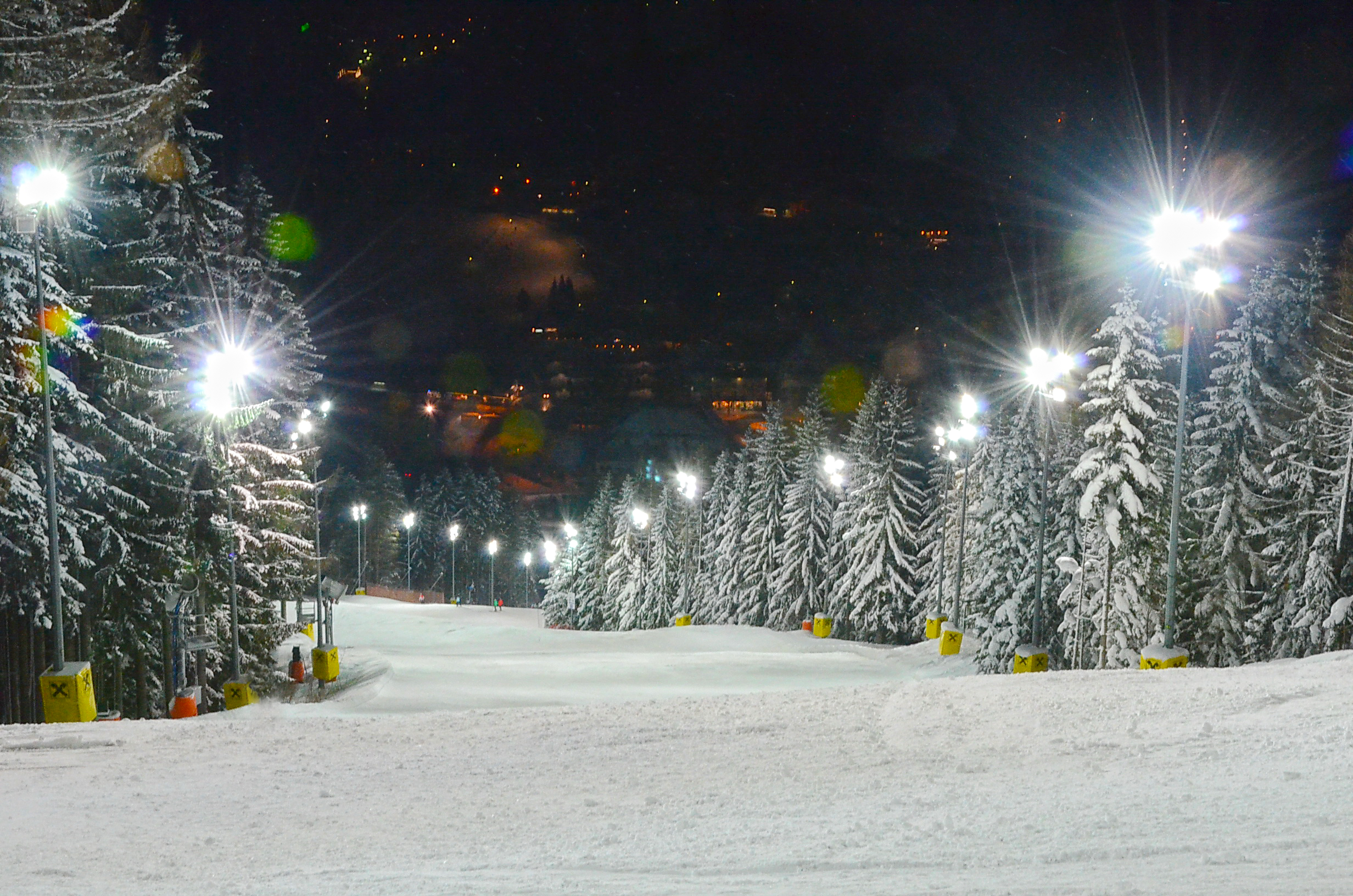
Траси для вечірнього катання

Гірськолижний сезон триває тут з середини листопада до початку квітня. Взимку Земерінг — гірськолижне містечко з:
- 14 км трас для денного катання (з них 3 км — для новачків, 10 км — середньої складності, 1 км — складна траса)
- 13 км трас для нічного катання (траси Земмерінгу мають одне з найкращих освітлень у світі)
- 12 км трас придатні для катання на бігових лижах
- 3-х кілометрова санна гірка із нічною ілюмінацією
- сноуборд-парк (хафпайп, квотер-пайп)

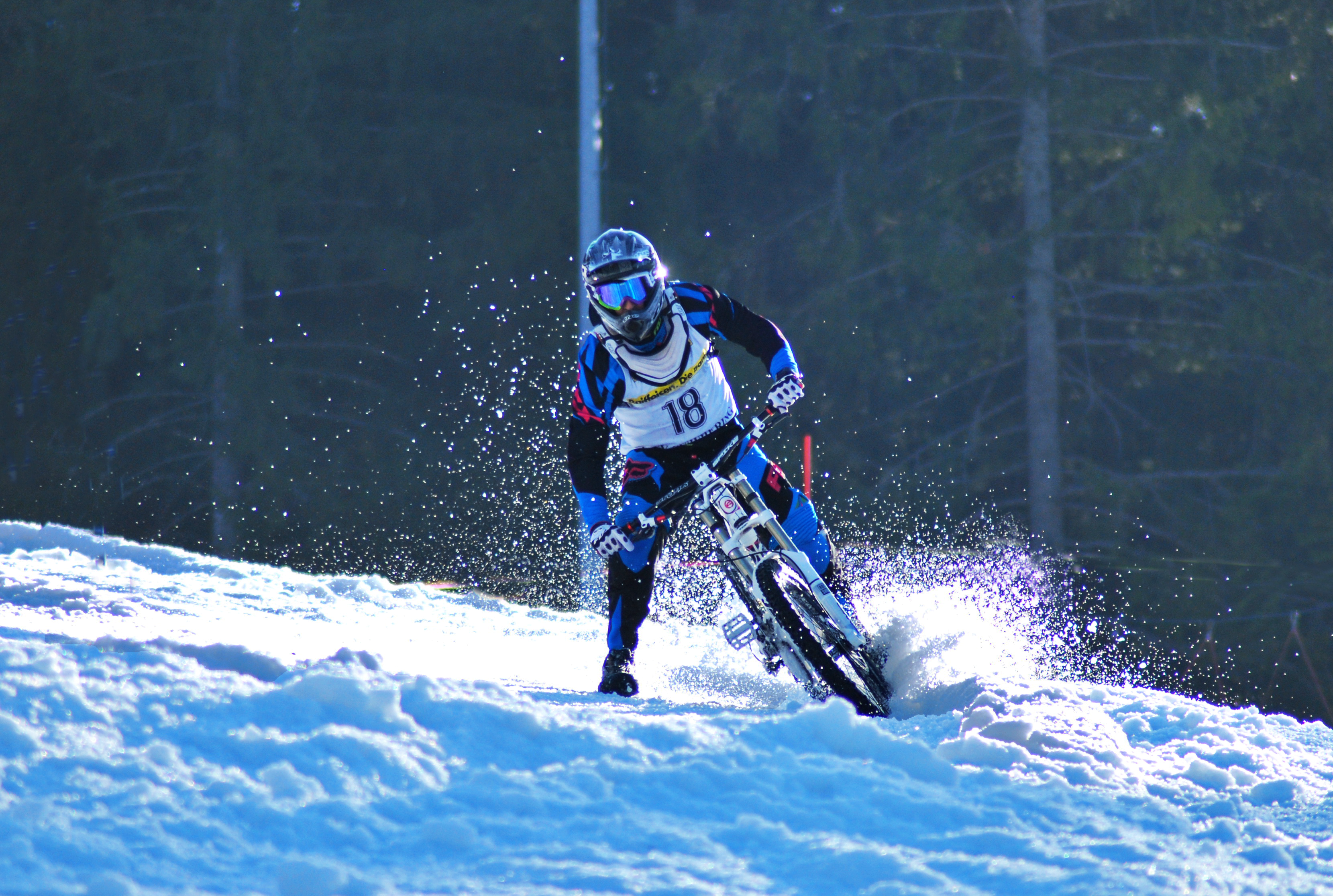
Велокатання на снігу

- 3 підйомники

Перепад висоти до 400 м.

### Літній відпочинок

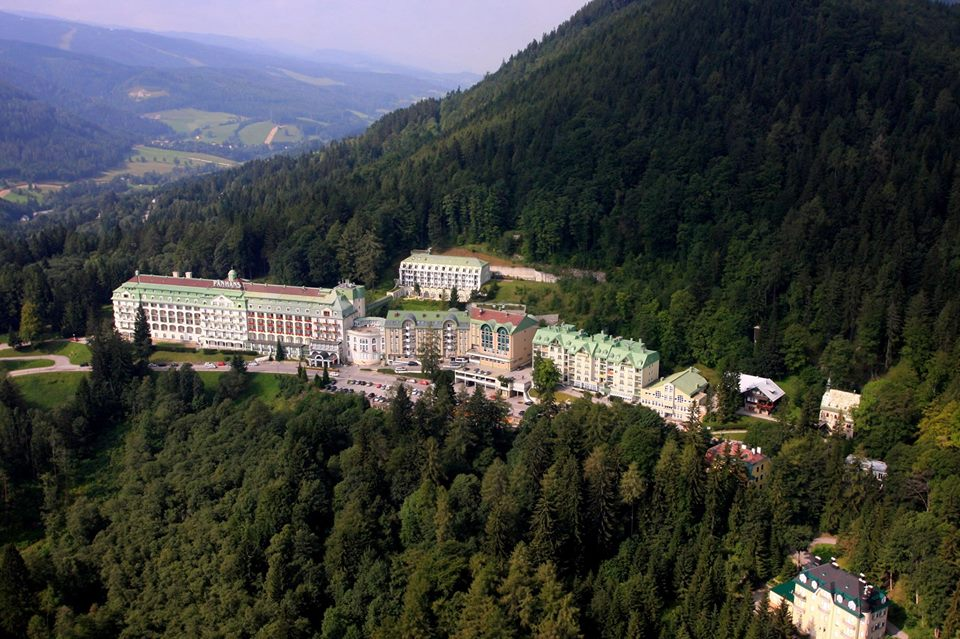
Готель «Панханс»

Влітку курорт перетворюється на оздоровчий і спортивний центр для всієї родини, а також місце проведення екстремальних велоподій, адже на курорті розташований один з найкращих велопарків Європи. Земмерінг часто стає майданчиком для проведення масштабних заходів: від презентації нової моделі Mazda MX5 до цілодобових велоперегонів «Race the night».
Влітку в Земмерінгу доступні:
- спліт-парк з 16-ма фігурами
- 7 велозон різного рівня складності, у тому числі й дитяча зона
- 185 км упорядкованих пішохідних маршрутів
- прогулянки верхи на конях
- поле для гольфу
- СПА та оздоровчі програми

### Проживання
У Земмерінгу розташовано 19 готелів, серед яких старовинний Grand Hotel Panhans, який є основною пам'яткою місті. Нинішнім власником чотирьох з них з 2012—2013 року через підконтрольні структури та людей є український олігарх Ігор Коломойський.   

## Panhans Grand Hotel
Цей готель був заснований 1888 року і приймав багато відомих письменників, художників, громадських діячів, серед яких: Ерцгерцог Карл Франц-Йосиф, Оскар Кокошка, Карл Краус, Адольфа Лооса, Петер Альтенберг, Артур Шніцлер, Герхарт Гауптман і Стефан Цвейг.
Після зміни власників спершу довго готель був зачинений через технічні несправності, згодом виявилось, що українці не знайшли керівний персонал для управління готелем. Перед 2017-м зимовим сезоном керівництво Нижньої Австрії запропонувало взяти витяги і траси курорту в оренду і надати персонал. Проте, українські власники відмовились.

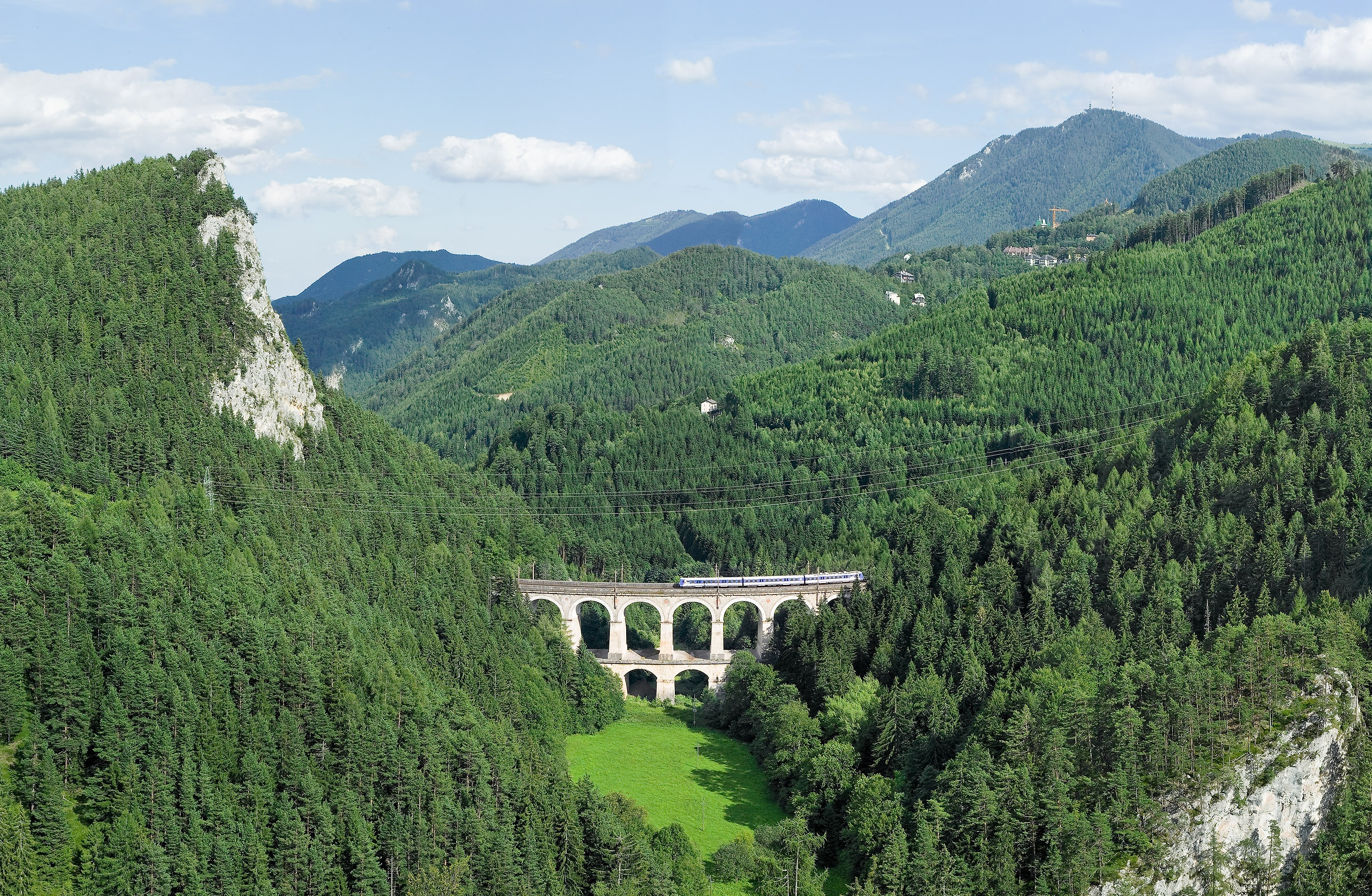
Залізниця Земмерінгу

## Цікаві факти
- Залізниця Земмерінгу у 1998 році була оголошена об'єктом світової спадщини ЮНЕСКО. Також вона є першою в Європі гірською залізницею.
- Земмерінг кілька разів приймав Кубок світу з гірськолижного спорту.
- На ремонтних роботах в готелях, що належать українському олігархові Коломойському перевірки щоразу виявляли нелегальних працівників з України без документів та права на роботу, їх було депортовано[4].